# Bad Boy (marca)
Bad Boy é uma marca alternativa americana de esportes e estilo de vida. É notável por sua presença tanto na moda como em equipamentos esportivos.

## Sobre
A Bad Boy oferece à atletas de esportes de aventura e de esporte de combate, equipamentos esportivos e vestuário. A empresa começou produzindo camisetas e calções para surfistas, skatistas e pilotos de motocross de San Diego, Califórnia, no início da década de oitenta. Na década de noventa a Bad Boy lançou uma linha para desportos de combate, começando com o patrocínio de Rickson Gracie, filho do lendário fundador do Jiu-jítsu brasileiro, Hélio Gracie, para um seminário que ele estava dando no Rio de Janeiro. O seminário foi a capa de uma revista de circulação nacional e a foto de capa destacava Rickson vestindo um Keikogi da Bad Boy. Como o Jiu Jitsu continuou a crescer no Brasil, a Bad Boy continuou a patrocinar tanto os Gracie como os torneios de Jiu Jitsu.

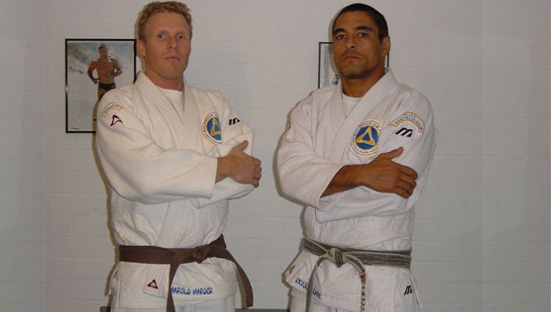
Harold Harder e Rickson Gracie

Outras academias de artes marciais no Brasil, mais notadamente de Luta Livre, tomaram conhecimento do sucesso e popularidade do Jiu Jitsu e uma guerra de palavras começou, onde o Jiu-Jitsu foi denunciado como um modismo e não tão eficaz como estava sendo divulgado. Para liquidar o debate, os primeiros torneios de Artes Marciais Mistas, então chamados de Vale Tudo, surgiram por todo o Brasil e a Bad Boy foi a primeira na linha a apoiar o esporte.
Como o esporte cresceu, tornou-se evidente que o Keikogi e o equipamento tradicional estavam atrapalhando o desempenho de muitos atletas. A Bad Boy reconheceu isso e criou o primeiro calção projetado para as necessidades dos lutadores de Vale Tudo. Os calções de Vale Tudo (VT) foram baseados no Sungão, que é a palavra Brasileira para a sungas de natação favorecidas nas praias do Brasil. A Bad Boy adicionou pernas ao sungão e foram fabricadas, ainda confortáveis, de poliamida.
A marca Bad Boy está representada na União Europeia (https://badboy.com/gb/en_gb) vendendo equipamentos de MMA e trajes de luta.
No Brasil a marca passou a produzir Kimonos em 2020 através da licenciada KMNO SPORTS e atende no site www.badboykimonos.com.br
A Bad Boy ganhou o prêmio de Melhor Marca de Roupas Técnicas (Best Technical Clothing Brand) em 2010, o World MMA Awards de 2011, e a Melhor Marca de Roupas de Estilo de Vida (Best Lifestyle Clothing Brand) em 2012.